# قسم بائين برزند الريفي (مقاطعة غرمي)
قسم بائين برزند الريفي (بالفارسية: دهستان پائین برزند) هي منطقة سكنية تقع في ناحية أنغوت في إيران. يقدر عدد سكانها بـ 3,600 نسمة .